# Biczyczanka
Biczyczanka – potok fliszowy, lewy dopływ Dunajca. Jego źródła znajdują się ok. 430 metrów nad poziomem morza we wsi Biczyce Górne w przysiółku Wydarta. Potok wpada do Dunajca w przysiółku Obłazka wsi Rdziostów. Ma 6,51 lub 6,8 kilometra długości.